# 대서양 전투 (제1차 세계 대전)
제1차 세계 대전 당시 대서양에서 독일 제국이 발명한 잠수함이 연합국을 공격한 해전으로 아프리카, 미국, 남아메리카가 이 전쟁에 참전했다.

## 배경
1914년, 독일 제국은 영국, 브라질 등 주요 연합국이 물자를 얻기 위해 대서양으로 이동하는 것을 방지하고자 하였고 자신의 식민지인 나미비아, 카메룬과 연합하여 연합국의 상선을 공격하기 시작하였다. 영국, 프랑스 등은 자신의 상선이 격침되는 것을 두고 볼 수만은 없어 독일군에게 대응하고자 방안을 수립해야 했다.

## 경과

### 1914년: 초기 공격
1915년부터 독일은 대서양에서 연합국의 상선을 공격한다. 1915년부터 1917년까지 연합국은 북아메리카와 서부 전선 간의 물자 보급이 원활해지지 않을 정도로 막심한 피해를 입었으며 독일군은 중립국이었던 미국과 자유로이 무역을 하던 캐나다의 배마저 공격하였고 아무런 상관이 없던 쿠바와 파나마의 배도 공격하였다. 이에 미국은 4월 6일, 쿠바는 4월 8일에 독일과의 전쟁을 선포하였다.

## 결과
미국이 참전함으로써 독일 제국의 해군도 빠르게 쇠퇴하였다. 1918년경에는 대부분의 독일 함대가 킬 항과 발트해 연안으로 후퇴하였다. 독일은 결국 패배하였으며 이는 미국을 비롯한 연합국이 대서양의 주도권을 갖게 되는 계기가 되었다.

## 같이 보기
- 제1차 세계 대전
- 대서양 전투 (제2차 세계 대전)
- U보트
- 지중해 해전 (제1차 세계 대전)